# Турбокомпрессоры с изменяемой геометрией

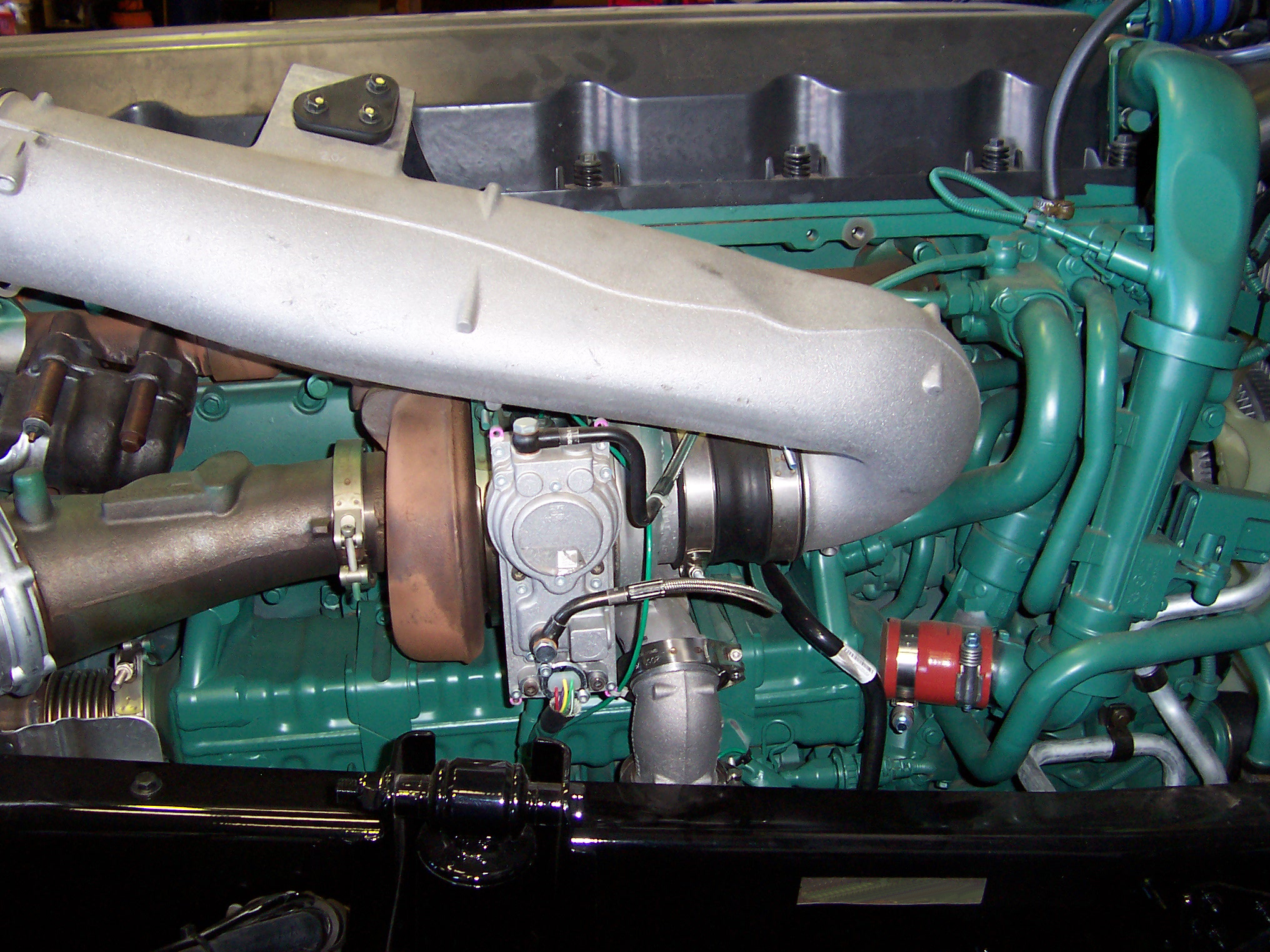
Турбокомпрессор с изменяемой геометрией (Volvo FM)

Турбокомпрессоры с изменяемой геометрией (далее здесь — ТИГ) — тип турбокомпрессоров (ТК), характеризующийся возможностью изменения сечения на входе колеса турбины с целью оптимизации мощности турбины для заданной нагрузки. 
Необходимость изменения сечения обусловлена тем, что оптимальное сечение при низких оборотах существенно отличается от оптимального сечения при высоких оборотах. Если сечение классического турбокомпрессора слишком большое, то на низких оборотах двигателя ТК будет работать неэффективно из-за недостаточной скорости потока на входе в турбину. Если же сечение слишком маленькое, то эффективность будет низкой на высоких оборотах двигателя.
За счет возможности изменения сечения ТИГ улучшают отклик, повышают мощность и крутящий момент, снижают потребление топлива и количество вредных выбросов.
ТИГ чаще встречаются на дизельных двигателях. Это связано с тем, что ТИГ более надежны при относительно низких рабочих температурах, характерных для дизельных двигателей. В настоящее время, благодаря использованию новых, более износостойких материалов, ТИГ всё чаще устанавливаются на бензиновые двигатели, особенно в спортивных автомобилях.

## Конструкция
ТИГ отличаются от классических турбокомпрессоров наличием кольца из специальных лопастей. Лопасти имеют особую аэродинамическую форму, повышающую эффективность наддува.
В маломощных двигателях (легковые автомобили, гоночные автомобили и малотоннажные грузовики) сечение регулируется через изменение ориентации этих лопастей.

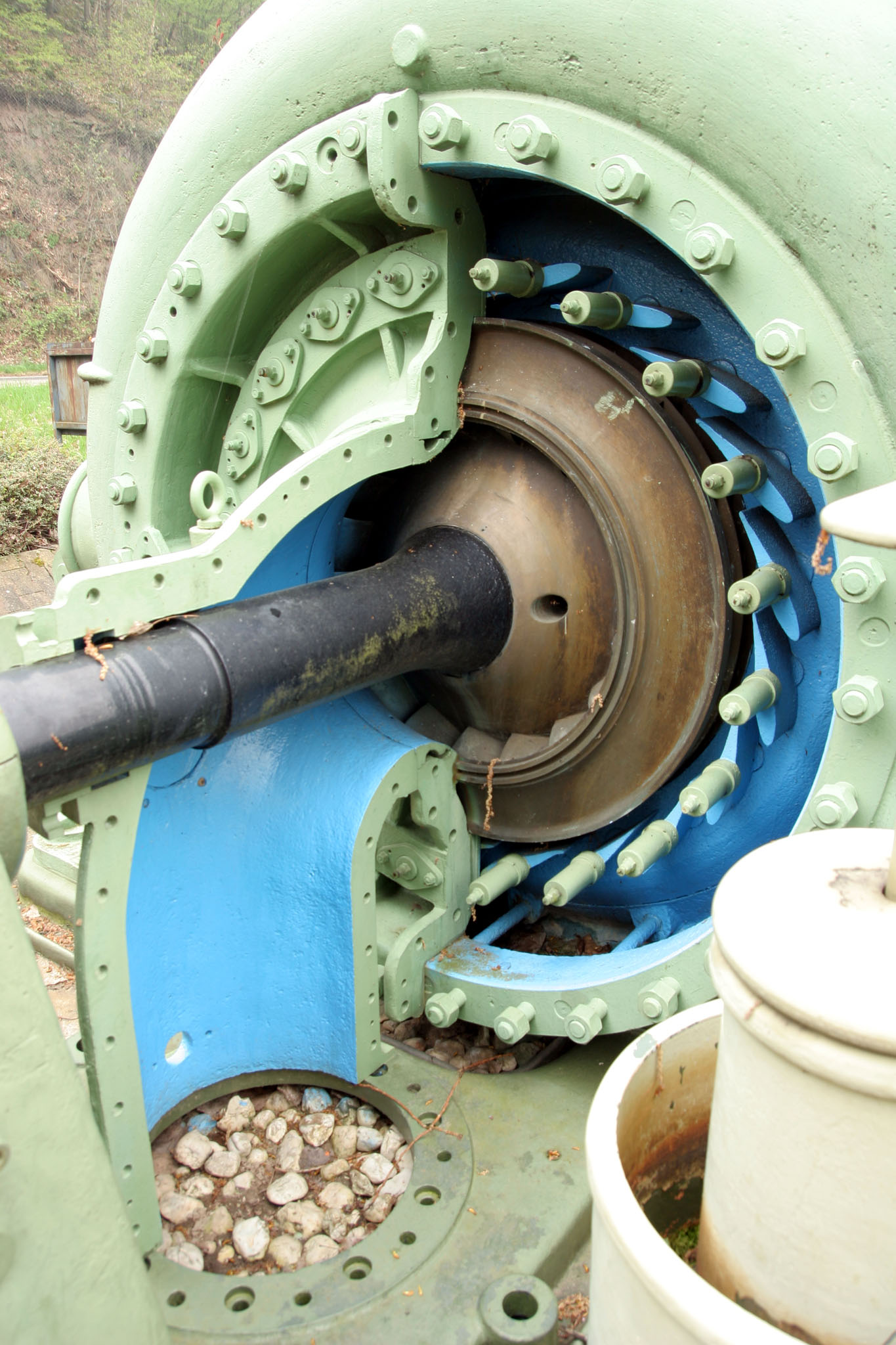
Турбокомпрессор с изменяемой геометрией в разрезе. Видно кольцо из лопастей

В двигателях высокой мощности лопасти не вращаются, а покрываются специальным кожухом либо перемещаются вдоль оси камеры (ТИГ со скользящими лопастями).
Движение лопастей осуществляется с помощью мембранного вакуумного привода, сервопривода, гидравлического либо пневматического привода.
Имеется несколько конструкций ТИГ. В частности, некоторые из них имеют своей целью уменьшение эффективности турбокомпрессора при заданных условиях. К примеру, в ущерб эффективности может быть повышена рабочая температура - для более полного сгорания топлива.

## Производство
Немногие страны имеют собственные производства турбокомпрессоров с изменяемой геометрией.
Турбокомпрессоры с вращающимися лопастями производятся в США (BorgWarner, Honeywell), Украине (Турбоком) и Японии (Mitsubishi). Этот тип ТИГ чаще всего используется в легковых автомобилях (в том числе гоночных), сельскохозяйственной технике и малотоннажных грузовиках. 
Турбокомпрессоры со скользящими лопастями производятся только в Великобритании (Holset). Этот тип ТИГ чаще всего используется в большегрузных машинах и внедорожниках.

## История
Одним из первых серийных автомобилей, оборудованных ТИГ, был Shelby CSX-VNT 1989 года с 2,2-литровым двигателем Chrysler K. Использовалась модель ТИГ "VNT-25".
В японской Honda Legend 1988 года использовался ТИГ с водным предохлаждением. Автомобиль производился лишь в течение двух лет, после чего был снят с производства.
В 3,6-литровом двигателе Porsche 911 Turbo 2007 года использовались два идентичных ТИГ.
В 2012 году появились ТИГ, оборудованные внутренними датчиками давления и температуры. Такие ТИГ динамически меняют сечение в соответствии с характеристиками рабочей среды в данный конкретный момент, что позволяет существенно снизить расход топлива.

## Альтернативные названия
Турбокомпрессоры с изменяемой геометрией в англоязычных странах чаще всего называются "variable-geometry turbochargers" (VGT), но также используются и другие названия:
- Variable-Nozzle Turbine (VNT)
- Variable-Area Turbine Nozzle (VATN)
- Variable-Turbine Geometry (VTG)
- Variable-Geometry Turbo (VGT)
- Variable-Vane Turbine (VVT)